# Lhánice
Lhánice település Csehországban, a Třebíči járásban. Lhánice Jamolice, Senorady, Biskoupky, Dukovany és Mohelno településekkel határos. Lakosainak száma 165 fő (2024. január 1.).

## Népesség
A település lakosságának változását az alábbi diagram mutatja:
| Lakosok száma | 238  | 313  | 329  | 245  | 191  | 155  | 161  | 161  | 164  | 165  |
|               | 1869 | 1900 | 1921 | 1961 | 1980 | 2011 | 2016 | 2019 | 2021 | 2024 |